# Структурна біологія

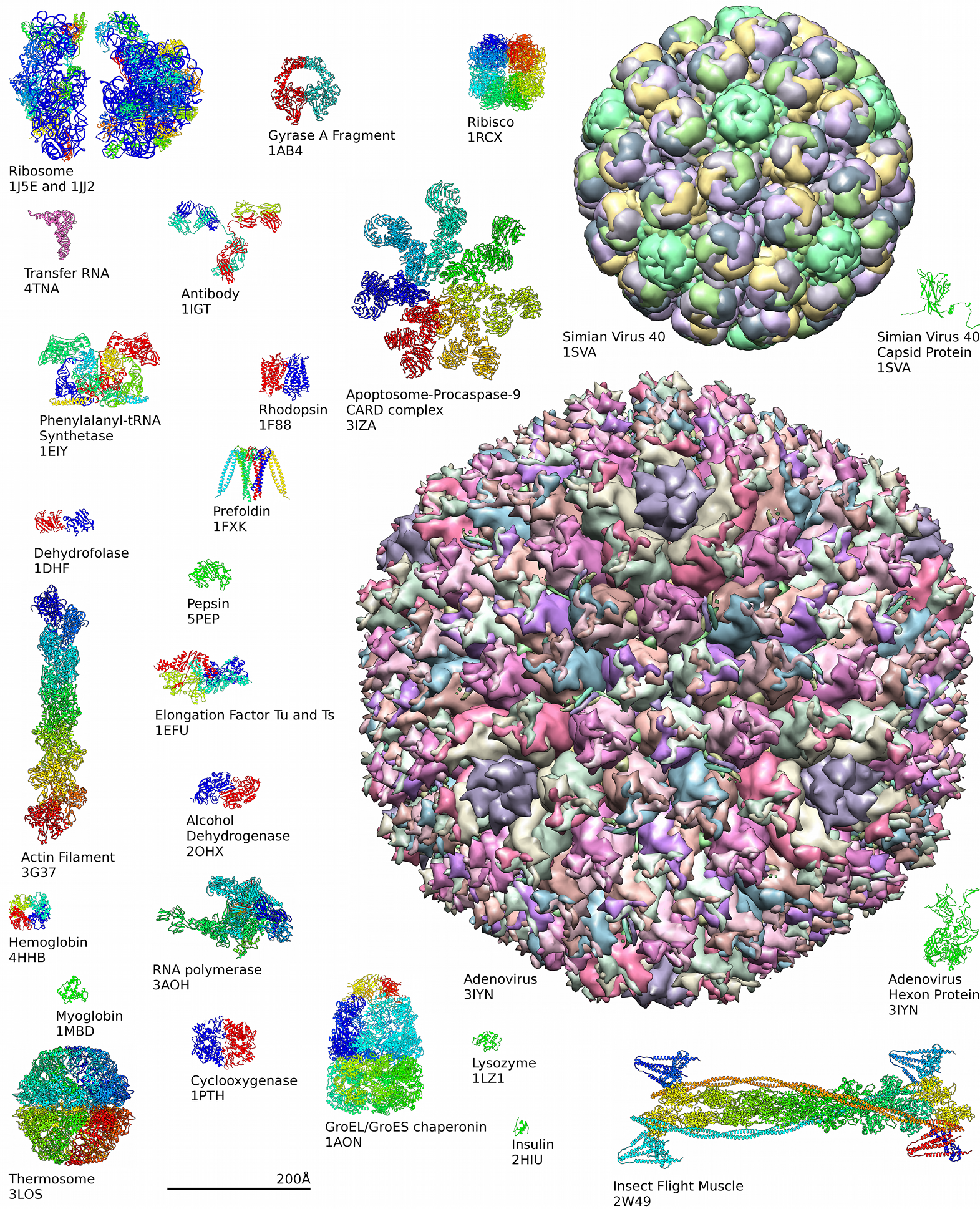
Приклади структури білків з Protein Data Bank

Структура гемоглобіна — транспортного білка, що знаходиться в еритроцитах і виконує функцію перенесення кисню

Структурна біологія — розділ  молекулярної біології,  біохімії і  біофізики, що займається вивченням структури біологічних  макромолекул, зокрема  білків і  нуклеїнових кислот.
Структурна біоінформатика — це розділ, який вивчає структури біологічних молекул і з'єднань, таких як структури білків, структури РНК, навіть структури ДНК, причому не однієї молекули, а того, як вона укладена в ядрі. Існує два основні підходи — молекулярна динаміка, в якій моделюється рух молекул під дією фізичних полів, яка отримала поштовх до розвитку при розвитку суперкомп'ютерів.
Другий підхід — статистичний, який містить безліч методів, що дозволяють на основі порівнювання послідовностей амінокислот або нуклеотидів з представленими в базах даних, передбачати структуру досліджуваної молекули. Крім передбачення структури однієї молекули в рамках даної секції розглядаються завдання вивчення механізмів розпізнавання білками малих молекул, пророкування обчислювальними методами взаємодії транскрипційних факторів — білків, керуючих експресією генів — з ДНК і ін.

## Методи
Для вивчення структури макромолекул застосовуються такі методи:
- Мас-спектрометрія
- Макромолекулярна кристалографія
- Протеолізис
- ЯМР-спектроскопія протеїнів (NMR)
- Електронний парамагнітний резонанс
- Кріо-електронна мікроскропія (cryo-EM)
- Multiangle light scattering
- Small angle scattering
- Ultrafast laser spectroscopy
- Dual-polarization interferometry and circular dichroism

## Наукові журнали
Одним з провідних наукових журналів в області структурної біології є Nature Structural & Molecular Biology.

### Ресурси Інтернету
- Nature: Structural & Molecular Biology magazine website [Архівовано 18 квітня 2012 у WebCite]
- Journal of Structural Biology [Архівовано 3 травня 2020 у Wayback Machine.]
- Structural Biology — The Virtual Library of Biochemistry, Molecular Biology and Cell Biology [Архівовано 18 лютого 2020 у Wayback Machine.]
- Structural Biology in Europe [Архівовано 22 вересня 2020 у Wayback Machine.]